# Bohunice (Nitra)
Bohunice (in ungherese Hontbagonya) è un comune della Slovacchia facente parte del distretto di Levice, nella regione di Nitra.